# Stanatovići
Stanatovići (cyr. Станатовићи) – wieś w Bośni i Hercegowinie, w Republice Serbskiej, w gminie Bratunac. W 2013 roku liczyła 54 mieszkańców.